# Caratiús
Os Caratiús foram um grupo indígena que, no século XVII, habitava as vertentes dos contrafortes da serra da Ibiapaba e da serra da Joaninha, no estado brasileiro do Ceará. O termo caratiú provém do tupi cará (peixe acará) e tiú (escuro, turvo) e significa «rio negro [ou turvo] dos acarás».
Do tratado de paz realizado entre os dirigentes da capitania do Ceará e os índios da região ficaram de fora os Caratiús e os Icós, então confederados.
Os Caratiús viriam a se extinguir ainda no século XVIII por genocídio, assimilação forçada e mestiçagem. Deixaram como legado sua herança genética, alguns usos e costumes, assim como vários termos geográficos do Ceará.